# Hypoxylon pilgerianum
Hypoxylon pilgerianum är en svampart som beskrevs av Henn. 1900. Hypoxylon pilgerianum ingår i släktet Hypoxylon och familjen kolkärnsvampar.   Inga underarter finns listade i Catalogue of Life.